# Minaki (Rosja)
Minaki (ros. Минаки) – wieś (ros. деревня, trb. dieriewnia) w zachodniej Rosji, w osiedlu wiejskim Titowszczinskoje rejonu diemidowskiego w obwodzie smoleńskim.

## Geografia
Miejscowość położona jest nad Kasplą, przy drodze regionalnej 66K-30 (Diemidow / 66K-11 – Ponizowje – Zaozierje / 66K-28), 2 km od drogi regionalnej 66K-11 (R120 / Olsza – Diemidow – Wieliż – granica z obwodem pskowskim), 7 km od centrum administracyjnego osiedla wiejskiego (Titowszczina), 6,5 km od centrum administracyjnego rejonu (Diemidow), 69 km od stolicy obwodu (Smoleńsk), 30 km od granicy z Białorusią.
W granicach miejscowości znajdują się ulice: imieni Mironowa, imieni Kozłowa.

## Demografia
W 2010 r. miejscowość zamieszkiwało 9 osób.

## Historia
W czasie II wojny światowej od lipca 1941 roku wieś była okupowana przez hitlerowców. Wyzwolenie nastąpiło we wrześniu 1943 roku.